# Better Man (Little Big Town)
Better Man è un singolo del gruppo di musica country statunitense Little Big Town, pubblicato nel 2016.

## Descrizione
Il brano è stato scritto dalla cantante statunitense Taylor Swift in riferimento alla fine di una sua relazione e con l'intenzione di includerlo nel suo quarto album in studio, Red. Il brano è stato in seguito scartato dal progetto. Karen Fairchild, cantante dei Little Big Town, ha dichiarato che Swift avrebbe pensato alla band per via delle armonie del brano, e deciso pertanto di cederlo a loro. Il brano è stato estratto dall'ottavo album in studio del gruppo The Breaker.

## Formazione
- Karen Fairchild – voce
- Kimberly Roads Schlapman – voce
- Phillip Sweet – voce
- Jimi Westbrook – voce
- Taylor Swift – testo e musica
- Jay Joyce – produzione, programmazione, basso, batteria, chitarra, tastiera, percussioni, missaggio
- Jaxon Hargrove – assistenza tecnica
- Jimmy Mansfield – assistenza tecnica
- Jason Hall – ingegneria del suono
- Richard Dodd – mastering

## Classifiche
| Classifica (2016-2017) | Posizione massima |
| ---------------------- | ----------------- |
| Canada                 | 56                |
| Stati Uniti            | 34                |

## Better Man (Taylor's Version)(From The Vault)
Il brano è stato in seguito registrato da Taylor Swift per essere incluso nella ristampa del suo quarto album in studio, Red (Taylor's Version), pubblicata il 12 novembre 2021.
La versione incisa da Swift, prodotta dalla stessa cantautrice e da Aaron Dessner, include l'utilizzo di una lap steel guitar e la presenza della London Contemporary Orchestra, sotto la direzione di Bryce Dessner. Come tutti i brani inclusi nelle ri-registrazioni dei primi sei album di Taylor Swift, Better Man reca la dicitura Taylor's Version a indicarne il possesso della registrazione da parte dell'artista, seguita dalla dicitura aggiuntiva From The Vault usata per identificare i brani in precedenza inediti.